# Killing Season (album)
Killing Season è il quinto album della band thrash metal californiana Death Angel, pubblicato nel 2008.

## Tracce
1. Lord of Hate – 4:23
2. Sonic Beatdown – 3:28
3. Dethroned – 4:04
4. Carnival Justice – 3:08
5. Buried Alive – 4:27
6. Soulless – 5:06
7. The Noose – 3:36
8. When Worlds Collide – 4:24
9. God vs God – 4:42
10. Steal the Crown – 2:56
11. Resurrection Machine – 6:58

## Esecutori
- Mark Osegueda - voce
- Ted Aguilar - chitarra
- Rob Cavestany - chitarra
- Dennis Pepa - basso, voce
- Andy Galeon - batteria